# 選子內親王
選子內親王（應和四年4月24日（964年6月11日）—長元八年6月22日（1035年7月29日）），為第62代天皇—村上天皇之女十宮，母親是中宮藤原安子，同母兄姐有；承子內親王、憲平親王、為平親王、輔子內親王、資子內親王、守平親王等。
選子出生後僅僅五日，母親安子就因產褥而死，之後村上天皇命宮中的命婦、女官將選子撫養長大，同年得到內親王宣下。圓融天皇朝天延二年，選子內親王約十歲，在清涼殿舉行了著裳儀式，並被封為三品內親王，隔年被卜定為第十六代賀茂齋院，從此開始長達五十七年的齋院歲月。
選子內親王在賀茂齋院度過五十七個春秋，歷經圓融天皇、花山天皇、一条天皇、三条天皇、後一条天皇等五位天皇，因此被時人和後世稱為大齋院。其中在後一条天皇朝萬壽元年（1024年）被封為一品內親王。
後一条天皇長元四年（1031年）9月22日，選子內親王以年老衰病為由退下齋院一職，並在六天後落髮出家，當時的選子內親王約已壽高六十八歲。長元八年(1035年)6月22日逝世，享年七十二歲。
選子內親王在賀茂齋院的上任期間，曾籌辦了和歌司、物語司等官署，專司出版供皇室貴族觀看的刊物，如物語或和歌集等，而能夠在官署內任職者，必定有著相當程度的才華，造成當時不論一般貴族女官或宮廷女房，只要稍有文采、或對和歌有一番造詣者，幾乎都很希望能夠進入和歌司、物語司內任職，成為一股奇特的風氣。就連當時的清少納言，也曾在枕草子一書中表示；「大齋院所籌辦的官署，是我最理想的供職所在。」

## 歌集
- 『大齋院前御集』
- 『發心和歌集』
- 『大齋院御集』